# ミュージックヒストリー
『ミュージックヒストリー』は、京都放送（KBS京都ラジオ）のラジオ番組。

## 概要
KBS京都ラジオ出演者のこれまで聴いてきた音楽の歴史、ミュージックヒストりーをたどっていく番組。

## 過去の放送
- 山崎弘士のミュージックヒストリー(2023年8月6日 7:00 - 7:30)
  - 並木路子「リンゴの唄」生年1945年の曲
  - 織井茂子「君の名は」最初に記憶に残っている曲
  - ビートルズ「プリーズ・プリーズ・ミー」高校生の頃に印象深かった曲
  - ザ・フォーク・クルセダーズ「青年は荒野をめざす」
  - 山崎弘士「イニシャルのK」
  - レイ・チャールズ""Georgia on My Mind""  変わらずに大好きな1曲。心の込めた感じに全身に電流が走った曲。その気持ちこそが姿形の見えないラジオの世界で話す山崎の手本になっている
- 妹尾和夫のミュージックヒストリー(2023年8月13日 7:00 - 7:30)
  - 美空ひばり「ひばりの花売り娘」生年1951年の曲
  - アイ・ジョージ「硝子のジョニー」小学校5年の時に読売テレビのスタジオ見学でこの曲を聴き、プロの歌手の凄さ声量に体が震えた
  - 内山田洋とクール・ファイブ「長崎は今日も雨だった」大学生の時に所属していた「劇団あざみ」の夏合宿で、日光の日大の合宿所で同級生の男4人で歌っていた曲
  - ザ・ビートルズ"Nowhere Man" 中学2年から高校3年まで同級生と組んでいたビートルズのコピーバンド「サムタイムズ」でベースギター担当。その中でも1番好きだった曲
  - 青い三角定規「太陽がくれた季節」初舞台デビュー後に思い出に残る曲。日大の演劇部の仲間3人で組んだコントグループ「劇団パロディフライ」が「お笑いスター誕生」にチャレンジした時のテーマ曲。5週までストレートで勝ち抜き銀賞、6週目のチャレンジは妹尾が台詞を忘れてしまい落ちる
  - 槇原敬之「どんなときも。」自身を奮い立たせてくれる曲。劇団パロディフライを立ち上げた時スクリーンを使ったラストシーンでもこの曲を使った
  - 松任谷由実「飛行機雲」 変わらずに大好きな1曲。ユーミンが渋谷のライブハウス「ジァン・ジァン」でやっている頃からのファンで、厚生年金会館やフェスティバルホールで行われるコンサートは毎回のように見に行き、コンサートでこの曲をどんな思いで作ったのかを聞いてから毎回こころに沁みる曲
- 森脇健児のミュージックヒストリー(2023年8月20日 7:00 - 7:30)
  - ジャッキー吉川とブルー・コメッツ「ブルー・シャトウ」生年1967年の曲
  - 西城秀樹「傷だらけのローラ」 小学校2年の時のクリスマス会で母親のマフラーを首に巻いて歌った曲
  - 尾崎豊「17歳の地図」高校生の時に尾崎豊にはまり、枚方から東寺までの行き帰りウォークマンで聴いていた曲
  - 渡辺美里「My Revolution 」19歳の時ハイヤング京都で最初にかけた曲で聴くたびに原点に戻れる、19歳のわくわくした森脇健児に戻れる曲
  - 森脇健児「真夏のFANTASY」
  - サバイバー「アイ・オブ・ザ・タイガー」初出場で優勝した2003年秋の赤坂5丁目ミニマラソンのBGMでかかっていた曲
- 笑福亭晃瓶のミュージックヒストリー(2023年8月27日 7:00 - 7:30)
  - 橋幸夫「潮来笠」生年1960年の曲
  - 岡崎友紀「白い船で行きたいな」生れて最初に記憶に残る曲。「おくさまは18歳」を見て、初めて好きになった歌手。初めて買ったレコード。
  - 桜田淳子「天使も夢みる」桜田のファンでのクラスの桜田ファンの友達と2人でコンサートに行き「淳子、淳子」と掛け声をかけていた
  - 玉置浩二「 メロディー 」
  - 高橋洋樹「魔訶不思議アドベンチャー!」ドラゴンボールの主題歌。自分を奮い立たせてくれる曲。数々の困難をこの曲を聴いて乗り越えてきた。放送時点でも大好きな曲
  - 夏川りみ「愛のチカラ」変わらず大好きな1曲。何より歌詞が大好きで、心が弱っていると涙が出て仕方がない曲
- 佐合井マリ子のミュージックヒストリー(2023年9月3日 7:45 - 8:00)
  - ビゼー ｢カルメン｣組曲第2番ジプシーの踊り
  - 加藤登紀子「 時には昔の話を」
  - 川村結花「home」
- 羽川英樹のミュージックヒストリー(2023年9月10日 7:45 - 8:00)
  - ザ・タイガース「銀河のロマンス」
  - 八代亜紀「愛を信じたい」
  - 大塚博堂「旅でもしようか」「羽川秀樹の土曜は旅気分」では新年度の4月第1週に必ずかけている曲
- 中村薫のミュージックヒストリー(2023年9月17日 7:45 - 8:00)
  - 童謡「たきび」
  - 松任谷由実「BLIZZARD」
  - 森山直太朗「さくら」
- 海平和のミュージックヒストリー(2023年9月24日 7:45 - 8:00)
  - チェリッシュ「てんとう虫のサンバ」親の友人の結婚パーティーで父親と歌った曲
  - Kiroro「未来へ」大学の卒業式のあと教室でゼミの仲間と親の前でこの曲を歌い感謝を述べ涙した
  - 広末涼子「MajiでKoiする5秒前」昔から好きな曲で、入社2年目から5年間担当したラジオカーリポ―トのテーマソングで、自身のウェディングパーティーのプロフィールムービーでもBGMとして使った曲
- 久米村直子のミュージック・ヒストリー(2023年10月2日 17:45 - 18:00)
  - 小坂明子「あなた」
  - Wings"Silly Love Songs"
  - Huey Lewis & The News "Do You Believe In Love"